# Kataw
Der Kataw (russisch Катав) ist ein 95 km langer linker Nebenfluss des Jurjusan (und damit Teil des Wolga-Systems) im europäischen Teil Russlands. Die Stadt Kataw-Iwanowsk liegt entlang seines Laufs, in Ust-Kataw fließt er in den Jurjusan. Dort mündet er in einen Stausee. Der Fluss durchfließt in seinem gesamten Verlauf den südlichen Ural und wird vor allem von Anglern sportlich genutzt.